# Villa Weiherstein
La villa Weiherstein alias villa Weyerstein est une villa de la commune française de Sarrebourg, dans le département de la Moselle. Elle est partiellement inscrite aux monuments historiques depuis 1983.

## Histoire
Il s'agit de l'ancienne villa de la brasserie de Sarrebourg. Elle est construite en 1880 à l'emplacement d'un ancien couvent des Dominicains. 
Les façades et les toitures font l'objet d'une inscription aux monuments historiques depuis le 16 septembre 1983.
Son parc, comportant un étang et un puits, est ouvert au public.